# Every Day and Every Night
Az Every Day and Every Night a Bright Eyes első középlemeze, amelyet 1999. november 1-jén adott ki a Saddle Creek Records.
Az album a Saddle Creek Records 30. kiadványa.

## Leírás
Conor Oberst az album borítóját megemlíti a Lifted or The Story is in the Soil, Keep Your Ear to the Ground lemezen szereplő Waste of Pain című dal első versszakában: „Once cut one of my nightmares out of paper; oh I thought it was beautiful, I put it on a record cover…” („Egyszer kivágta egyik rémálmom papírból; ó, úgy gondoltam gyönyörű, lemezborítót csináltam belőle…”) Az említett személy egy barát, valószínűleg Zack Nipper, aki az együttes több albumborítójának tervezője.
Neely O’Hara Jacqueline Susann Valley of the Dolls drámájának egy szereplője.

## Számlista
| 1.    | A Line Allows Progress, a Circle Does Not | 3:25 |
| 2.    | A Perfect Sonnet                          | 3:41 |
| 3.    | On My Way to Work                         | 4:10 |
| 4.    | A New Arrangement                         | 5:13 |
| 5.    | Neely O’Hara                              | 6:22 |
| 21:51 |                                           |      |

## Közreműködők
- Conor Oberst – ének, gitár, basszusgitár, billentyűk, hangminta, dalszöveg
- Mike Mogis – pedal steel gitár, orgona, vibrafon, billentyűk, ütőhangszerek, producer
- A. J. Mogis – zongora, ismétlődés, producer
- Angelina Mullkin – hegedű
- Eric Bemberger – elektromos gitár
- Joe Knapp – ének, dob, ütőhangszerek
- Matt Maginn – basszusgitár
- Tim Kasher – háttérének

## Fordítás
Ez a szócikk részben vagy egészben  az   Every Day and Every Night című angol Wikipédia-szócikk ezen változatának fordításán alapul.  Az eredeti cikk szerkesztőit annak laptörténete sorolja fel. Ez a jelzés csupán a megfogalmazás eredetét és a szerzői jogokat jelzi, nem szolgál a cikkben szereplő információk forrásmegjelöléseként.
Jegyzetek
1. ↑  Charles Aaron:  Singles. (angolul)  Spin,   (2000. április)  Hozzáférés: 2017. szeptember 25.
2. ↑  Every Day and Every Night (angol nyelven). Saddle Creek Records. [2017. október 27-i dátummal az eredetiből archiválva]. (Hozzáférés: 2017. szeptember 25.)
3. ↑  Neely O'Hara (Character) (angol nyelven). Internet Movie Database. [2017. március 8-i dátummal az eredetiből archiválva]. (Hozzáférés: 2017. szeptember 25.)